# ابراهیم کندی (پارس‌آباد)
ابراهیم کندی نام سه آبادی دردهستان شهرک ازبخش جدیدالتأسیس اسلام آباد شهرستان پارس آباد در استان اردبیل است که با پسونـــدآشاغی، یوخاری و اورتا از هم متمایزمی گردند بزرگترین این آبادی‌ها یوخاری ابراهیم کندی 68 خانوار و257 نفر جمعیت دارد و کوچکترین آن‌ها اورتا ابراهیم کندی است که 20 نفررا درقالب 6 خانواردرخودجای می‌دهد. آشاغی ابراهیم کندی 45 خانوار و 185 نفر جمعیت دارد.